# 남예멘

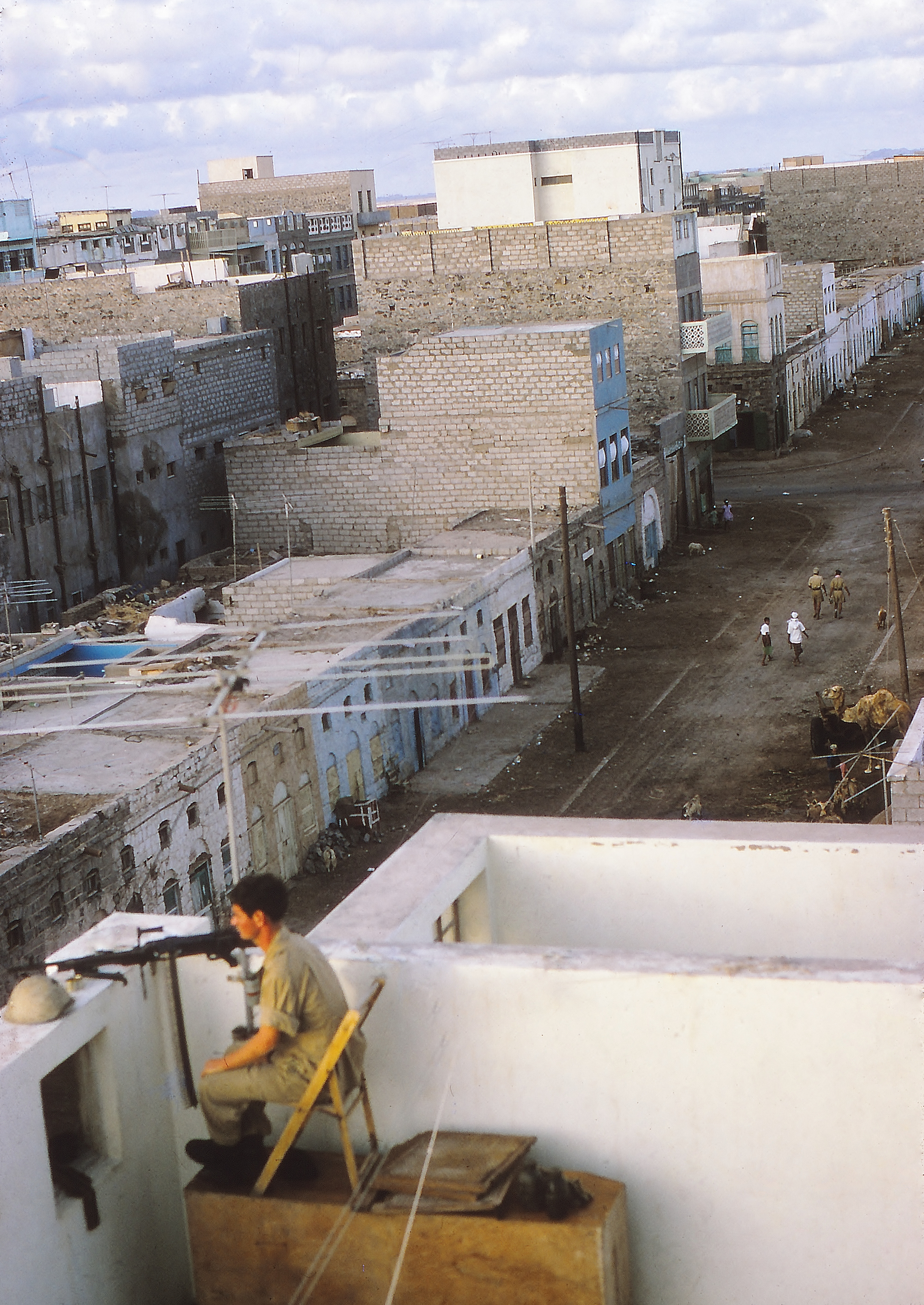
1966년 아덴 시가지

남예멘(아랍어: اليمن الجنوبي 알야만 알자누비[*]) 또는 예멘 인민민주공화국(아랍어: جمهورية اليمن الديمقراطية الشعبية 줌후리야트 알야만 알디무크라티야 앗샤비야[*])은 1967년부터 1990년까지 존재했던 분단 국가였다. 서아시아에서 유일한 공산주의 국가였으며 수도는 아덴이었다.

## 역사
1967년 11월 30일, 남아라비아 연방이 영국으로부터 독립하여 남예멘 인민 공화국이 건국되었다. 1969년 마르크스주의 성격의 좌파 정권이 들어서면서 1970년 12월 1일 나라 이름을 예멘 인민민주공화국으로 바꾸고, 예멘 사회당 외의 정당 활동은 제한되고 일당 독재 체제가 되었다.
공산주의 이념을 숭상하여 종교를 억제하는 다른 국가들과 달리, 이슬람교를 국교로 삼았다. 1970년대에 들어서 예멘 아랍 공화국(북예멘)과 서로 대립하여 남북 전쟁을 벌였으나 1990년에 합의로 통일하면서 남예멘은 역사 속으로 사라지게 된다.

## 같이 보기
- 북예멘
  - 예멘 아랍 공화국
  - 예멘 왕국
- 예멘의 통일